# 柳婕妤 (唐玄宗)
柳婕妤（7世纪?—8世纪?），唐朝妃嬪，出自河东柳氏。唐玄宗的婕妤。
柳婕妤高祖父即康城恺公柳带韦，曾祖父康城县公柳祚，祖父尚书右丞柳範，父亲睦州刺史柳齐物。她因是柳范的孙女，被唐玄宗看重出身。生唐玄宗长女永穆公主（723年成婚）、第二十子延王李玢（720年代出生）。从永穆公主的成婚年份推测，柳婕妤在唐玄宗登基前，已成为他的妾室。有研究者指，婕妤的封号或是开元十二年（724年）、后宫改制之前所封，或是比照高婕妤为死后追赠:271。
柳婕妤妹适赵氏，镂版为杂花，打为夹缬。夹缬是用二木版雕刻同样花纹，以绢布对折夹入此二版，然后再雕空处染色，成为对称的花纹。向王皇后进献生日礼物。